# Marktintroductietijd
De marktintroductietijd (Engels: Time To Market) is de tijdsduur benodigd om een product te ontwerpen totdat het op de markt verschijnt.
De benodigde tijd om een product op de markt te brengen is zeer belangrijk in industrieën waar de levensduur van een product kort is. Bij een korte productlevenscyclus is het belangrijk, om winst te kunnen maken, om als eerste met het product op de markt te verschijnen. 

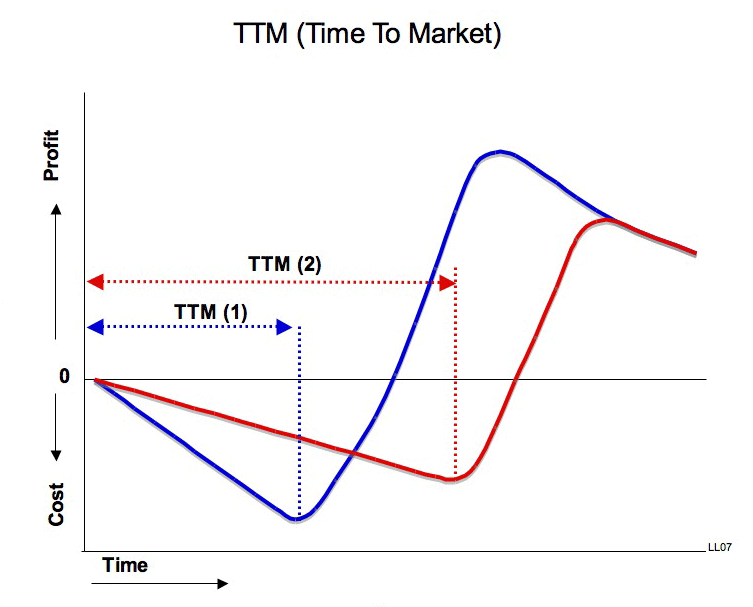
TTM (Marktintroductietijd). Bij een korte TTM (1) kunnen, ondanks hogere kosten (Cost), de uiteindelijke opbrengsten (Profit) hoger zijn dan bij een lange TTM (2).

## Definitie
Er is geen eenduidige definitie van de marktintroductietijd. Als eerste is een grote spreiding in de definitie van het beginpunt. In een aantal industrieën zoals de ‘automotive’ wordt het beginpunt van een ontwikkeling gekenmerkt door de goedkeuring van een conceptontwikkeling. In andere industrieën is het beginpunt bijvoorbeeld het moment waarop het project(team) volledig bemand is.
Ook de bepaling van het eindpunt van de marktintroductietijd is niet eenduidig. Soms komt het voor dat het eindpunt bij de informatieoverdracht van de ontwerpafdeling naar de productieafdeling ligt. Meestal wordt het moment dat klanten het product of de dienst kunnen kopen als eindpunt genomen. Dit is ook een economisch kantelpunt in een productlevenscyclus. Het is het moment waarop er baten worden gegenereerd.

## Voordelen
Het voordeel van een snelle marktintroductie is dat ten opzichte van de concurrent er  hogere prijzen bedongen kunnen worden. Hierdoor zijn de kosten om een product te ontwerpen sneller terugverdiend.

## Nadelen
Het nadeel van een (te) snelle marktintroductie kan zijn dat in het product verborgen gebreken zitten. De kosten voor het uit de markt halen van producten of het repareren van gebreken kan in de miljoenen lopen.

## Methoden
Om uiteenlopende redenen versnellen organisaties de marktintroductietijd. Een niet volledige opsomming van gebruikte methodes en/of concepten zijn;
- Snelheid.  Door de aandacht te vestigen op het Kritieke pad is het mogelijk om de ontwerptijd aanzienlijk te bekorten.

- Vaste procedures. Door het gebruik van beproefde procedures wordt voorkomen dat het wiel opnieuw wordt uitgevonden. Door het ontwerpen als een repeterend proces te zien wordt er een leercurve doorlopen. In deze leercurve zal elk volgende keer het ontwerpproces sneller verlopen. Bij het gebruik van deze strategie is het belangrijk dat er geïnvesteerd wordt in de kennis en kunde van de projectmedewerkers.

- Vaste opleverdata. Een vaak toegepaste versnelmethode is het toewerken naar een vast marktintroductiemoment. Dit is meestal een (vak)tentoonstelling.

- Verminderen kosten. Een veronderstelling is dat door de ontwikkeltijd kort te houden ook de tijd om kosten te maken kort wordt gehouden. Hierdoor zullen de ontwerpkosten uiteindelijk lager uitvallen. Meestal gaat dit ten koste van de ontwerpkwaliteit.

- Parallel ontwikkelen. Door gelijktijdig (parallel) betrekken van alle belanghebbende, inclusief de eindgebruiker, in het ontwikkelproces wordt de snelst mogelijke doorlooptijd gerealiseerd.

- Vergroten capaciteit. Het kan soms lonend zijn om, ondanks hogere kosten, meer capaciteit aan het ontwerpproces toe te voegen. Door een voorsprong op de concurrent te behalen kunnen later deze hogere kosten gemakkelijk terugverdiend worden

- Begrenzen varianten. Vaak is de capaciteit niet beschikbaar om alle varianten in een keer te ontwerpen. Meestal worden later, als het product al op de markt is, andere varianten toegevoegd. Op deze manier  wordt er vanuit de opbrengst geld gegenereerd om de toekomstige varianten te kunnen ontwikkeling.

- Voorkomen van fouten. Door in het ontwerpproces in een vroeg stadium eventuele fouten te voorzien worden onnodige wijzigingsloops voorkomen. Veel toegepast is de FMEA methode.

- Snel reageren. Door zo snel mogelijk meerder wijzigingloop te doorlopen wordt in een zeer korte tijd het beoogde resultaat ten opzichte van de kwaliteit van het product bereikt. Dit is in principe de tegengestelde methode van de “de eerste keer goed”. De gedachte bij deze methode is dat met 20% van de energie 80% (het paretoprincipe) van het resultaat kan worden bereikt.

- Concentreren op één product. Vaak wordt in een organisatie gelijktijdig gewerkt aan meerdere projecten. Al deze projecten leggen beslag op de capaciteit van enkele projectmedewerkers. Hierdoor ontstaat er start-stopverliezen bij deze medewerkers. Hierdoor kan het project aanzienlijk vertraagd worden, waardoor de markintroductie vertraagd wordt.